# 伊田光寛
伊田光寛（いだみつひろ、1972年10月20日 - ）は、日本のコピーライター、コミュニケーションディレクター、スピーチライター。北海道出身。同志社大学卒。株式会社ファンタジスタ＆パートナーズ代表、アーキテクトラボ　シニアフェロー、MIJP（メイドインジャパンプロジェクト）客員研究員、NIPPON+BRAND総合プロデューサー。

## 略歴
90年代後半からコピーライターとして活躍。「広告というファンタジーの世界と現実とのギャップを埋める」という目的意識を持ち、製品開発や企業コンサルティングの分野に進出。コミュニケーションアーキテクトの第一人者として、300社以上の人材・組織ブランド戦略に携わったほか、グローバル企業、東証一部上場企業、官公庁など様々な組織の内部的及び外部的なコミュニケーションブランディングを請け負う。近年はパーソナルキャリアブランディングに関する講演、執筆を多数行っている。「コミュニケーションを変えると、世界が変わる。」「広告クリエイターが、幻想(ファンタジー)をつくる時代は終わった。」など、新しい世界観を提示するその発言が注目を集めている。

## エピソード
- 株式会社リクルート出身のクリエイター。同期にマラソンの高橋尚子がいる。

- クリエイターとして活動を始めた当初は「とにかく派手な広告や、皆に見てもらえる広告をつくらなければという思いが先行し、広告そのものが評価されるか」を重視したスタイルだった。その後、TCC新人賞を受賞するなど一定の実績を残すと、今度は自分が広告で賞をもらうために仕事をしていてはダメだと思うようになり「クライアントに対して、本当に付加価値を出せたのか。クライアントだけでなく、そこからつながる社会に対しても、どれだけ貢献できるか」を重視した広告クリエイティブを考案するスタイルへと転換。[1]

## 活動

### 主な受賞歴
- TCC新人賞 - 損保ジャパン企業広告「通勤電車が危ないなんて考えたことなかった」[2]
- 日本経済産業広告賞 – 三菱電機ブランディングキャンペーン「デンキにいこう」
- 宣伝会議賞クライアント賞99、00年

### 主な活動
- SHIBUYA FM 就活応援番組"fantasista2010"の番組パーソナリティー
- りそな銀行のフラッグシップ店舗＜RESONA TOKYO MIDTOWN＞の企画開発、コミュニケーションディレクション
- ニッポンブランドを世界に発信していく国家的プロジェクト、成田国際空港主催「NIPPON WEEK」の発起人＆プロデューサー
- "Ad:tech TOKYO 2009”(マーケティング＆ＩＴテクノロジーの世界最大級カンファレンス)の日本代表スピーカーに選出
- 世界展開するテーマパークの組織・風土改革、ブランディングプロジェクトに参画
- グローバル企業の全世界共通のブランドスローガン開発、浸透
- 国立大学のチームと病院の理念、ビジョン策定、ブランディングに参画
- エコや食の安全をテーマにしたベンチャー企業のブランディングに参画
- りそな銀行の「新生活応援キャンペーン2015」にてRESONA CHALLENGE及び篠田麻里子1日銀行員を企画＆ディレクション

## メディア活動

### 記事掲載
- GQ JAPAN
- 宣伝会議
- 広告批評
- TOKYO IT STYLE
- ARTFORUM
- 東洋経済オンライン

### コメント＆インタビュー
- 住友スリーエム　ウェブサイト
- 東芝ウェブサイト
- 成田国際空港　ウェブサイト

### コラム
- PAVONE 巻頭コラム
- NIPPON WEEK コラム
- 就職サイト「職学校」